# Băng tần C
Băng tần C là một dải tần số thuộc phổ điện từ, gồm cả các bước sóng của vi ba được sử dụng cho viễn thông vô tuyến đường dài. Băng tần C IEEE (4 GHz tới 8 GHz) – và các biến thể khác – gồm các dải tần số được dùng cho nhiều hệ thống truyền dẫn vệ tinh thông tin, một số thiết bị Wi-Fi, điện thoại cầm tay, và một số hệ thống radar thời tiết. Đối với các vệ tinh thông tin, tần số sóng cực ngắn của băng C làm việc tốt hơn trong điều kiện thời tiết bất lợi so với tần số sóng cực ngắn thuộc băng tần Ku (11.2 GHz tới 14.5 GHz), băng Ku được dùng cho phần lớn các vệ tinh thông tin khác. Các điều kiện thời tiết bất lợi, gọi chung là suy hao do mưa, là độ ẩm không khí gồm cả mưa và tuyết.

## Băng tần C NATO
Băng tần C NATO là phần phổ vô tuyến nằm trong khoảng 500 mêgahéc (MHz) và 1000 MHz, nhưng thuật ngữ này ít được dùng.

## Băng tần C IEEE

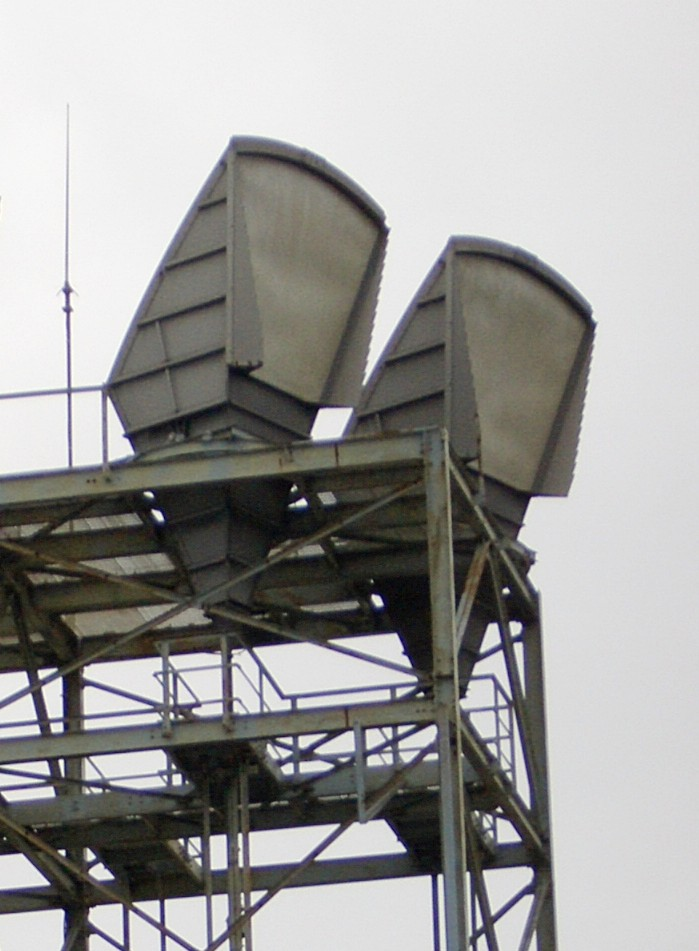
Anten băng C loại này được sử dụng rộng rãi ở Mỹ vào thập niên 1950

Băng tần C IEEE là một phần của phổ điện từ trong dải sóng cực ngắn có tần số 4.0 tới 8.0 gigahertz (GHz), nhưng định nghĩa này chủ yếu do các hãng chế tạo radar và người dùng radar sử dụng, không nhất thiết cần cho những người sử dụng viễn thông vô tuyến sóng cực ngắn.
Băng tần C là băng tần đầu tiên được dùng cho viễn thông thương mại qua vệ tinh. Các tần số tương tự cũng được sử dụng cho các hệ thống vi ba chuyển tiếp mặt đất. Gần như tất cả các vệ tinh thông tin dùng băng C sử dụng dải tần từ 3,7 đến 4,2 GHz cho đường xuống và dải tần 5,925 GHz tới 6,425 GHz cho đường lên. Lưu ý rằng dải tần 3,7 đến 4,0 GHz chồng lấn lên dải tần băng S IEEE dành cho radar.
Tần số băng C như 5,4 GHz (5,15 tới 5,35 GHz, 5,47 GHz tới 5,725, 5,725 tới 5,875 GHz, tùy thuộc vào khu vực trên thế giới) được dùng cho IEEE 802.11a Wi-Fi và ứng dụng điện thoại cầm tay. Đây là nguồn gây nhiễu hàng đầu thường xuyên cho một số radar thời tiết cũng dùng băng C.

### Các biến thể của băng C
Những biến thể nhỏ của băng tần C được phê duyệt để sử dụng tại các khu vực khác nhau trên thế giới, phụ thuộc vào vị trí của họ trong 3 vùng vô tuyến của Liên minh Viễn thông Quốc tế. 3 khu vực đó là: khu vực 1 là tất cả châu Mỹ; khu vực 2 là toàn bộ Châu Âu và Châu Phi cộng với toàn bộ nước Nga; khu vực 3 là toàn bộ châu Á ngoại trừ Nga, cộng với Úc và New Zealand. Khu vực thứ 3 là khu vực có dân số đông nhất, vì nó gồm cả Trung Quốc, Ấn Độ, Pakistan, Nhật Bản, và Đông Nam Á.
| Biến thể băng tần C trên thế giới |                   |                  |
| Băng tần                          | Tần số phát (GHz) | Tần số thu (GHz) |
| Băng tần C tiêu chuẩn             | 5,850–6,425       | 3,625–4,200      |
| Băng tần C mở rộng                | 6,425–6,725       | 3,400–3,625      |
| Băng tần C siêu mở rộng / INSAT   | 6,725–7,025       | 4,500–4,800      |
| Băng tần C của Nga                | 5,975–6,475       | 3,650–4,150      |
| Băng tần C LMI                    | 5.7250–6.025      | 3.700–4.000      |

## Vô tuyến nghiệp dư
Những quy định vô tuyến của Liên minh Viễn thông Quốc tế cho phép hoạt động vô tuyến nghiệp dư trong dải tần số 5,650 đến 5,925 GHz, và các hoạt động vệ tinh nghiệp dư trong dải tần 5,830-5,850 GHz cho đường xuống và 5,650-5,670 GHz cho đường lên. Điều này được giới nghiệp dư gọi là băng tần 5-centimet và AMSAT gọi là băng C

## Các băng tần sóng cực ngắn khác
Phổ sóng cực ngắn thường được định nghĩa là phổ điện từ trong dải tần số 1.0 GHz đến 30 GHz, nhưng một số định nghĩa cũ hơn tính cả các tần số thấp hơn. Hầu hết các ứng dụng phổ biến trong dải tần 1,0 đến 30 GHz. Các băng tần số sóng cực ngắn, được định nghĩa bởi Hiệp hội Vô tuyến Anh (RSGB), được thể hiện trong bảng dưới đây. Chú ý là các tần số trên 30 GHz thường được gọi là "sóng mm". Tần số 30 GHz tương ứng với bước sóng 10 mm, hay 1 cm.
| Băng tần L  | 1 tới 2 GHz     |
| Băng tần S  | 2 tới 4 GHz     |
| Băng tần C  | 4 tới 8 GHz     |
| Băng tần X  | 8 tới 12 GHz    |
| Băng tần Ku | 12 tới 18 GHz   |
| Băng tần K  | 18 tới 26,5 GHz |
| Băng tần Ka | 26,5 tới 40 GHz |
| Băng tần Q  | 30 tới 50 GHz   |
| Băng tần U  | 40 tới 60 GHz   |
| Băng tần V  | 50 tới 75 GHz   |
| Băng tần E  | 60 tới 90 GHz   |
| Băng tần W  | 75 tới 110 GHz  |
| Băng tần F  | 90 tới 140 GHz  |
| Băng tần D  | 110 tới 170 GHz |

Chú thích: "Băng tần P" đôi khi được dùng không chính xác cho băng tần Ku. "P" có nghĩa là "previous" (trước) là băng tần radar dùng ở Anh có dải tần 250 đến 500 MHz, hiện nay băng tần hoàn toàn lỗi thời theo tiêu chuẩn 521 của IEEE, xem  và  Lưu trữ ngày 14 tháng 7 năm 2014 tại Wayback Machine. Đối với các định nghĩa khác, xem Letter Designations of Microwave Bands

## Thông tin quang
Trong thông tin quang hồng ngoại, băng tần C chỉ dải bước sóng 1530–1565 nm, ứng với dải khuếch đại của bộ khuếch đại sợi quang pha erbium (EDFA).